# تيجي نسيب (ألبوم)
تيجي نسيب: أحد ألبومات المطربة أنغام، صدر في 28 يوليو 2024، وهو أول ألبوم من إنتاجها.وقد لاقى الألبوم إستحسانًا لدى الجمهور والنقاد.

## الأغاني
| العنوان      | كلمات         | ألحان            | توزيع       |
| ------------ | ------------- | ---------------- | ----------- |
| وبقالك قلب   | أمير طعيمة    | رياض الهمشري     | طارق مدكور  |
| هو أنت مين   | هالة الزيات   | محمود خيامي      | طارق مدكور  |
| موافقة       | مصطفى حدوتة   | إيهاب عبد الواحد | مصطفى نجم   |
| إيه الأخبار  | نادر عبد الله | أحمد الناصر      | تميم        |
| خليك معاها   | أكرم حسني     | إيهاب عبد الواحد | نادر حمدي   |
| اسكت         | نور عبد الله  | مصطفى العسال     | محمد العشي  |
| أقولك إيه    | أمير طعيمة    | إيهاب عبد الواحد | محمد العشي  |
| كان بريء     | نادر عبد الله | تامر عاشور       | نادر حمدي   |
| القلوب أسرار | آمار مصطفى    | محمد الشرنوبي    | تميم        |
| مكانش وقته   | أمير طعيمة    | إيهاب عبد الواحد | مادي        |
| بنعمل حاجات  | أمير طعيمة    | عزيز الشافعي     | خالد سليمان |
| تيجي نسيب    | أكرم حسني     | إيهاب عبد الواحد | حسن الشافعي |